# Kaukasisk orre
Kaukasisk orre (Lyrurus mlokosiewiczi) är en hönsfågel i familjen fasanfåglar.

## Utseende
Tuppen är runt 50–55 cm lång, medan hönan är mindre med sina 37–42 cm. Den kaukasiska orren liknar orren (Lyrurus tetrix) men skiljer sig utseendemässigt då kaukasisk orre saknar vitt vingband, hos tuppen är stjärten längre, lyran mindre och de undre stjärttäckare helt svarta. Den kaukasiska orrhönans fjäderdräkt är gråare jämfört med orrhönan och stjärten är längre.

## Läte
Hanen är nästan helt stum. Under spelet hörs endast fint visslingande vingljud från när den utför flaxiga hopp. Honans lockläte är ett orrlikt kacklande.

## Utbredning och vistelseort
Kaukasisk orre förekommer enbart i bergstrakter i Kaukasus, framför allt i Georgien, men även i Ryssland, Azerbajdzjan och nordöstra Turkiet. Små populationer finns också i Armenien och nordvästra Iran. Den häckar vid trädgränsen och fuktiga alpängar mellan 1 500 och 3 000 meter över havet). Vintertid rör den sig nedåt till skogslandet.

## Systematik
Kaukasisk orre beskrevs taxonomiskt första gången 1875 av Władysław Taczanowski under det vetenskapliga namnet Lyrurus mlokosiewiczi och placerades då i det lilla släktet Lyrurus tillsammans med orre. 1967 slogs orrarna ihop med tjädrarna i släktet Tetrao, men för att bättre beskriva det nära släktskapet mellan systerarterna inom dessa båda grupper delas släktena upp igen och placerar orre i släktet Lyrurus. De båda grupperna skiljer sig även åt osteologiskt, och fossil visar att de varit uppdelade sedan pliocen.
Tjädrar placerades tidigare tillsammans med järpar, orrar, präriehöns och ripor i den egna familjen skogshöns (Tetraonidae). Genetiska studier visar dock att de utgör en del av familjen Phasianidae. Där utgör de en klad närmast släkt med kalkoner (Meleagris) och dessa två tillsammans med koklassfasan (Pucrasia macrolopha). Tjädrar och orrar är närmast släkt med nordamerikanska arten  granjärpe (Canachites).

## Status
Internationella naturvårdsunionen IUCN kategoriserar arten som nära hotad eftersom den antas minska i antal på grund av vägbyggen för turiständamål. Även om populationsutvecklingen i delar av utbredningsområdet är oklart tros den komma att minska allt snabbare. Den hotas av ökad jakt, bete och skogsavverkning. Man tror att det finns mellan 28 000 och 58 000 VUXNA individer i världen.

## Namn
Fågelns vetenskapliga artnamn hedrar Ludwik Franciszek Młokosiewicz (1831-1901), polsk naturforskare och botaniker verksam inom ryska armén och som skogsarbetare i Kaukasus.